# Julie Parisien
Julie Madelein Josephine Parisien (ur. 2 sierpnia 1971 w Montrealu) – amerykańska narciarka alpejska, wicemistrzyni świata.

## Kariera
Pierwszy raz na arenie międzynarodowej pojawiła się w 1988 roku, startując podczas mistrzostw świata juniorów w Madonna di Campiglio. Zajęła tam 32. miejsce w zjeździe i 16. miejsce w supergigancie. Jeszcze dwukrotnie starowała na imprezach tego cyklu, najlepszy wynik osiągając na mistrzostwach świata juniorów w Aleyska rok później, gdzie zdobyła brązowy medal w supergigancie.
Pierwsze punkty w zawodach Pucharu Świata wywalczyła 11 marca 1991 roku w Lake Louise, gdzie zajęła 15. miejsce w slalomie. Pierwszy raz na podium zawodów pucharowych stanęła 22 marca 1991 roku w Waterville Valley, wygrywając rywalizację w tej samej konkurencji. W zawodach tych wyprzedziła Austriaczkę Ulrike Maier i Julie Lunde Hansen z Norwegii. W kolejnych startach jeszcze czterokrotnie stawała na podium zawodów PŚ, odnosząc przy tym dwa zwycięstwa: 2 marca 1992 roku w Sundsvall i 29 listopada 1992 roku w Park City była najlepsza w slalomie. Najlepsze wyniki osiągnęła w sezonie 1991/1992, kiedy zajęła 15. miejsce w klasyfikacji generalnej.
Największy sukces w karierze osiągnęła w 1993 roku, kiedy na mistrzostwach świata w Morioce zdobyła srebrny medal w slalomie. Rozdzieliła tam dwie Austriaczki: Karin Buder i Elfi Eder. Był to jej jedyny medal wywalczony na międzynarodowej imprezie tej rangi. Na tej samej imprezie zajęła też 17. miejsce w gigancie i 25. miejsce w supergigancie. W 1992 roku wystartowała na igrzyskach olimpijskich w Albertville, zajmując piąte miejsce w gigancie i czwarte w slalomie. W drugiej z tych konkurencji w walce o brązowy medal lepsza o 0,05 sekundy okazała się tam Blanca Fernández Ochoa z Hiszpanii. Na rozgrywanych dwa lata później igrzyskach w Lillehammer wystąpiła w slalomie i gigancie, jednak obu konkurencji nie ukończyła. Brała też udział w igrzyskach olimpijskich w Nagano w 1998 roku, zajmując 13. miejsce w slalomie i 28. miejsce w gigancie.
Jej siostra Anne-Lise Parisien i brat Rob Parisien również uprawiali narciarstwo alpejskie.

## Osiągnięcia

### Igrzyska olimpijskie
| Miejsce | Dzień     | Rok  | Miejscowość | Konkurencja | Czas biegu | Strata | Zwyciężczyni       |
| ------- | --------- | ---- | ----------- | ----------- | ---------- | ------ | ------------------ |
| DSQ     | 18 lutego | 1992 | Albertville | Supergigant | 1:21,22    | -      | Deborah Compagnoni |
| 5.      | 19 lutego | 1992 | Albertville | Gigant      | 2:12,74    | +1,36  | Pernilla Wiberg    |
| 4.      | 20 lutego | 1992 | Albertville | Slalom      | 1:32,68    | +0,72  | Petra Kronberger   |
| DSQ     | 21 lutego | 1994 | Lillehammer | Kombinacja  | 3:05,16    | -      | Pernilla Wiberg    |
| DSQ     | 26 lutego | 1994 | Lillehammer | Slalom      | 1:56,01    | -      | Vreni Schneider    |
| 13.     | 19 lutego | 1998 | Nagano      | Slalom      | 1:32,40    | +3,95  | Hilde Gerg         |
| 28.     | 20 lutego | 1998 | Nagano      | Gigant      | 2:50,59    | +12,19 | Deborah Compagnoni |

### Mistrzostwa świata
| Miejsce | Dzień     | Rok  | Miejscowość | Konkurencja | Czas biegu | Strata | Zwyciężczyni    |
| ------- | --------- | ---- | ----------- | ----------- | ---------- | ------ | --------------- |
| 2.      | 9 lutego  | 1993 | Morioka     | Slalom      | 1:27,66    | +0,21  | Karin Buder     |
| 17.     | 10 lutego | 1993 | Morioka     | Gigant      | 2:17,59    | +4,07  | Carole Merle    |
| 25.     | 14 lutego | 1993 | Morioka     | Supergigant | 1:33,52    | +2,42  | Katja Seizinger |

### Mistrzostwa świata juniorów
| Miejsce | Dzień       | Rok  | Miejscowość          | Konkurencja | Czas biegu | Strata | Zwyciężczyni           |
| ------- | ----------- | ---- | -------------------- | ----------- | ---------- | ------ | ---------------------- |
| 32.     | 27 stycznia | 1988 | Madonna di Campiglio | Zjazd       | 1:15,24    | +2,95  | Andrea Schwarzenberger |
| 16.     | 28 stycznia | 1988 | Madonna di Campiglio | Supergigant | 1:16,26    | +2,41  | Sabine Ginther         |
| 34.     | 5 kwietnia  | 1989 | Aleyska              | Zjazd       | 1:31,91    | +5,96  | Sabine Ginther         |
| 3.      | 6 kwietnia  | 1989 | Aleyska              | Supergigant | 1:20,69    | +1,12  | Sabine Ginther         |
| 4.      | 23 marca    | 1990 | Zinal                | Gigant      | 2:23,17    | +0,84  | Manuela Umele          |

### Puchar Świata

#### Miejsca w klasyfikacji generalnej
- sezon 1990/1991: 19.
- sezon 1991/1992: 15.
- sezon 1992/1993: 27.
- sezon 1993/1994: 72.

#### Miejsca na podium w zawodach
1. Waterville Valley – 22 marca 1991 (gigant) – 1. miejsce
2. Hinterstoder – 14 stycznia 1992 (slalom) – 3. miejsce
3. Sundsvall – 2 marca 1992 (slalom) – 1. miejsce
4. Park City – 29 listopada 1992 (slalom) – 1. miejsce